# CEKA

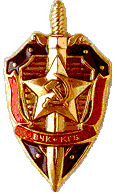
Emblema CEKA – KGB: sabia și scutul

Comisia Extraordinară pentru Întreaga Rusie (rusă Всероссийская Чрезвычайная Комиссия), abreviat ca VChK (rusă ВЧК, Ve-Che-Ka) și cunoscut sub numele de Cheka, a fost prima dintr-o succesiune de organizații ale poliției secrete sovietice. Înființată pe 5 decembrie (Stilul vechi) din 1917 de Sovnarkom, a intrat sub conducerea lui Felix Dzerjinski, un aristocrat polonez, transformat în comunist. Până la sfârșitul lui 1918, sute de comitete Cheka au apărut în diferite orașe la nivel de oblastie, gubernie, raion, uezd și volost.

## Numele
Numele întreg era Всероссийская чрезвычайная комиссия по борьбе с контрреволюцией и саботажем (Comisia extraordinară pe întreaga Rusie pentru combaterea contrarevoluției și sabotajului), dar era mai bine cunoscut cu abrevierile ЧК (CEKA) sau ВЧК (VECEKA). În 1918 numele organizației a fost schimbat puțin în Всероссийская чрезвычайная комиссия по борьбе с контрреволюцией, спекуляцией и преступлениям по должности (Comisia extraordinară pe întreaga Rusie pentru combaterea contrarevoluției, speculei și abuzului de putere).
Membrul CEKA era denumit cekist. Cekiștii din anii care au urmat victoriei Marii Revoluții Socialiste din Octombrie, purtau haine din piele, ei fiind înfățișați în această ținută în mai toate filmele care i-a avut într-un fel sau altul eroi. În ciuda numeroaselor schimbări de nume de-a lungul timpului, membrii poliției secrete sovietice au fost denumiți în toată perioada sovietică "cekiști". Termenul se mai folosește încă și azi în Rusia. De exemplu, președintele Vladimir Putin a fost numit în mass media rusă „cekist”.

## Începuturile
După încercările puterilor occidentale (Marea Britanie și Franța) de la începutul formării puterii bolșevice de a interveni în favoarea albilor în războiul civil, după asasinarea la Petrograd a liderului CEKA Moisei Uritski pe 30 august 1918, în aceeași zi în care Fania Kaplan a încercat să-l asasineze pe Vladimir Ilici Lenin, conducerea poliției secrete sovietice a ajuns să fie convinsă că exista o conspirație vastă a inamicilor externi și a contrarevoluționarilor interni. De aceea ei au început să folosească resurse din serviciile de contrainformații tot mai mari pentru combaterea conspirației. CEKA a reușit să distrugă toate grupurile contrarevoluționare. În plus, CEKA a jucat un rol important în distrugerea bandelor criminale. În timpul războiului civil, CEKA și-a format primele unități militare, îmbrăcate în negru, care acționau ca trupe de șoc.

## Redenumirea
După încheierea războiului civil, CEKA și-a schimbat numele în GPU – Administrația Politică de Stat pe 6 februarie 1922, o secție a NKVD-ului RSFS Ruse. 

## Articole înrudite
- Revoluția rusă din 1917
- Felix Edmundovici Dzerjinski
- Lavrenti Pavlovici Beria
- Sergo Goglidze
- Ohrana